# Sally Fritz Engelbert
Sally Fritz Engelbert (* 4. April 1886 in Gudensberg; † 22. März 1958 in Berlin) war ein deutscher Jurist und Politiker (FDP).

## Leben

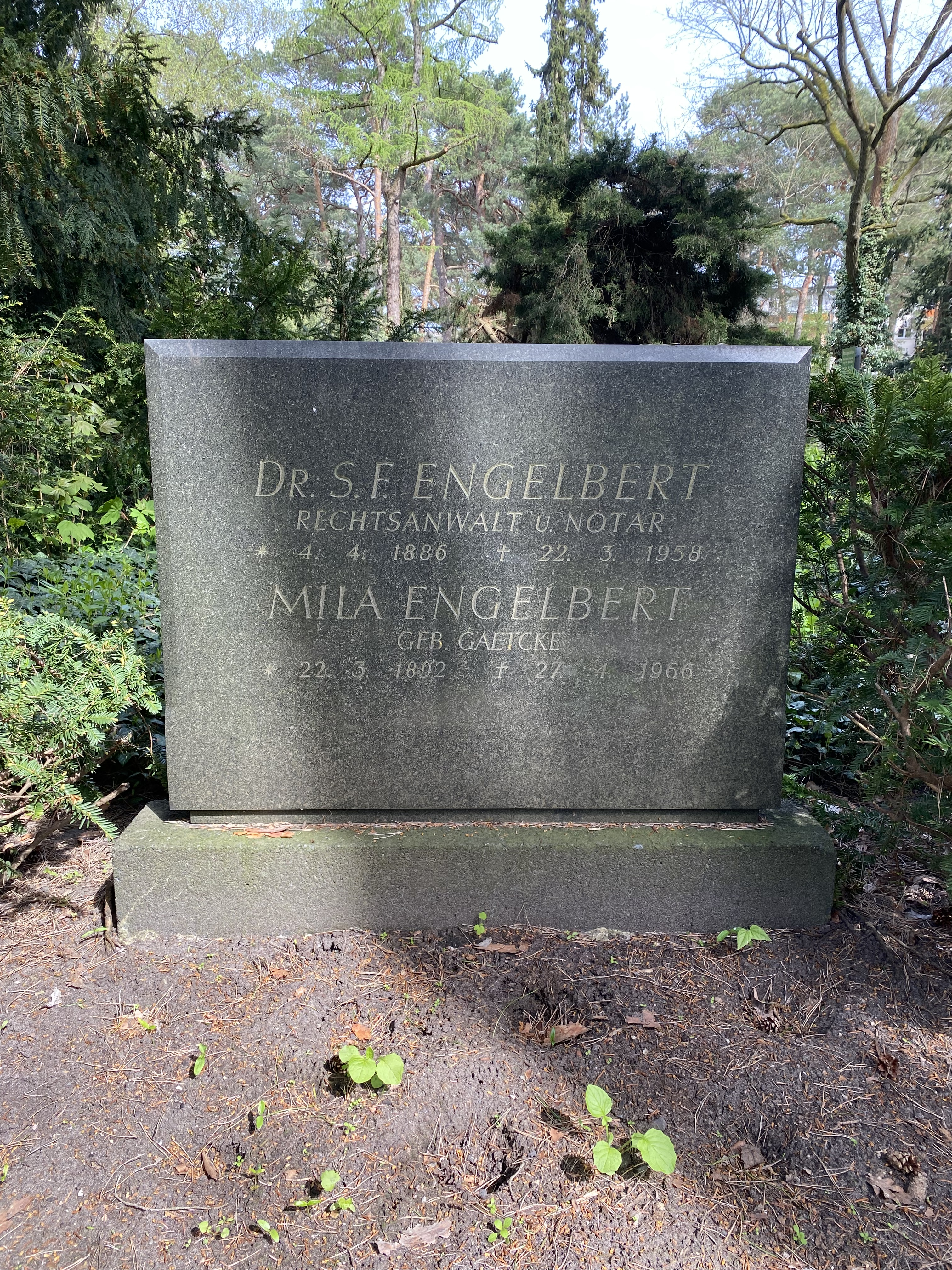
Grabstätte auf dem Waldfriedhof Dahlem

Nach der Volksschule besuchte Engelbert das Wilhelmsgymnasium Kassel, auf dem er das Abitur ablegte. Danach studierte er Rechtswissenschaft und Volkswirtschaft an den Universitäten Freiburg im Breisgau, München und Marburg. 1909 bestand er sein Referendarexamen, 1913 wurde er in Marburg promoviert. Nach der Teilnahme am Ersten Weltkrieg wirkte er als Rechtsanwalt und Notar. 1935 wurde ihm wegen seiner jüdischen Konfession das Notariat, 1938 die Anwaltspraxis entzogen. Er war anschließend Rechtskonsulent für Juden in Berlin, wurde aber 1941 wegen des Vorwurfs der „Begünstigung politischer Häftlinge“ entlassen. 1942 wurde er von der Gestapo verhaftet und in das Arbeitslager Wuhlheide verschleppt. Nach einer Erkrankung wurde er in Polizeihaft genommen. Nach seiner Entlassung floh er von Berlin nach Ketzin.
Engelbert trat 1945 der LDP/FDP bei und wirkte erneut als Rechtsanwalt und Notar in Berlin.
Als Nachfolger von Wilhelm Külz war er ab Januar 1948 Mitglied der Stadtverordnetenversammlung von Groß-Berlin in der ersten Wahlperiode. In der zweiten Wahlperiode rückte er von März 1949 bis 1950 für Anton Schöpke nach. Als Nachrücker für Friedrich Kruspi gehörte er 1954/55 dem Abgeordnetenhaus von Berlin an.
Engelbert erhielt seine letzte Ruhestätte auf dem Waldfriedhof Dahlem.

## Schriften
- Das Recht der israelitischen Religionsgemeinschaft in Kurhessen (= Arbeiten aus dem Juristisch-Staatswissenschaftlichen Seminar der Königlichen Universität Marburg. H. 17). Ebel, Marburg 1913 (zugleich: jur. Diss. Marburg).